# Arsenic Lake
Arsenic Lake är en sjö i Kanada.   Den ligger i Nipissing District och provinsen Ontario, i den sydöstra delen av landet, 400 km nordväst om huvudstaden Ottawa. Arsenic Lake ligger 306 meter över havet. Arean är 0,44 kvadratkilometer. Den ligger vid sjön Net Lake. Den sträcker sig 0,7 kilometer i nord-sydlig riktning, och 1,4 kilometer i öst-västlig riktning.
I omgivningarna runt Arsenic Lake växer i huvudsak blandskog. Trakten runt Arsenic Lake är nära nog obefolkad, med mindre än två invånare per kvadratkilometer.